# بالميرو تولياتي
بالميرو تولياتـّي (بالإيطالية: Palmiro Togliatti)‏ (ولد 1893 - توفي 1964) زعيم شيوعي إيطالي قاوم فاشية موسوليني ثم هرب إلى موسكو، ثم عاد عام 1944.
تخليدا لذكراه أطلق الإتحاد السوفييتي اسمه على مدينة حديثة لصناعة السيارات في جمهورية تتارستان. وأهم شركات تلك المدينة شركة لادا لتجميع سيارات فيات الإيطالية.

## روابط خارجية
- بالميرو تولياتي على موقع IMDb (الإنجليزية)
- بالميرو تولياتي على موقع الموسوعة البريطانية (الإنجليزية)
- بالميرو تولياتي على موقع مونزينجر (الألمانية)
- بالميرو تولياتي على موقع ميوزك برينز (الإنجليزية)
- بالميرو تولياتي على موقع ديسكوغز (الإنجليزية)
- بالميرو تولياتي على موقع قاعدة بيانات الفيلم (الإنجليزية)